# Action Automotive

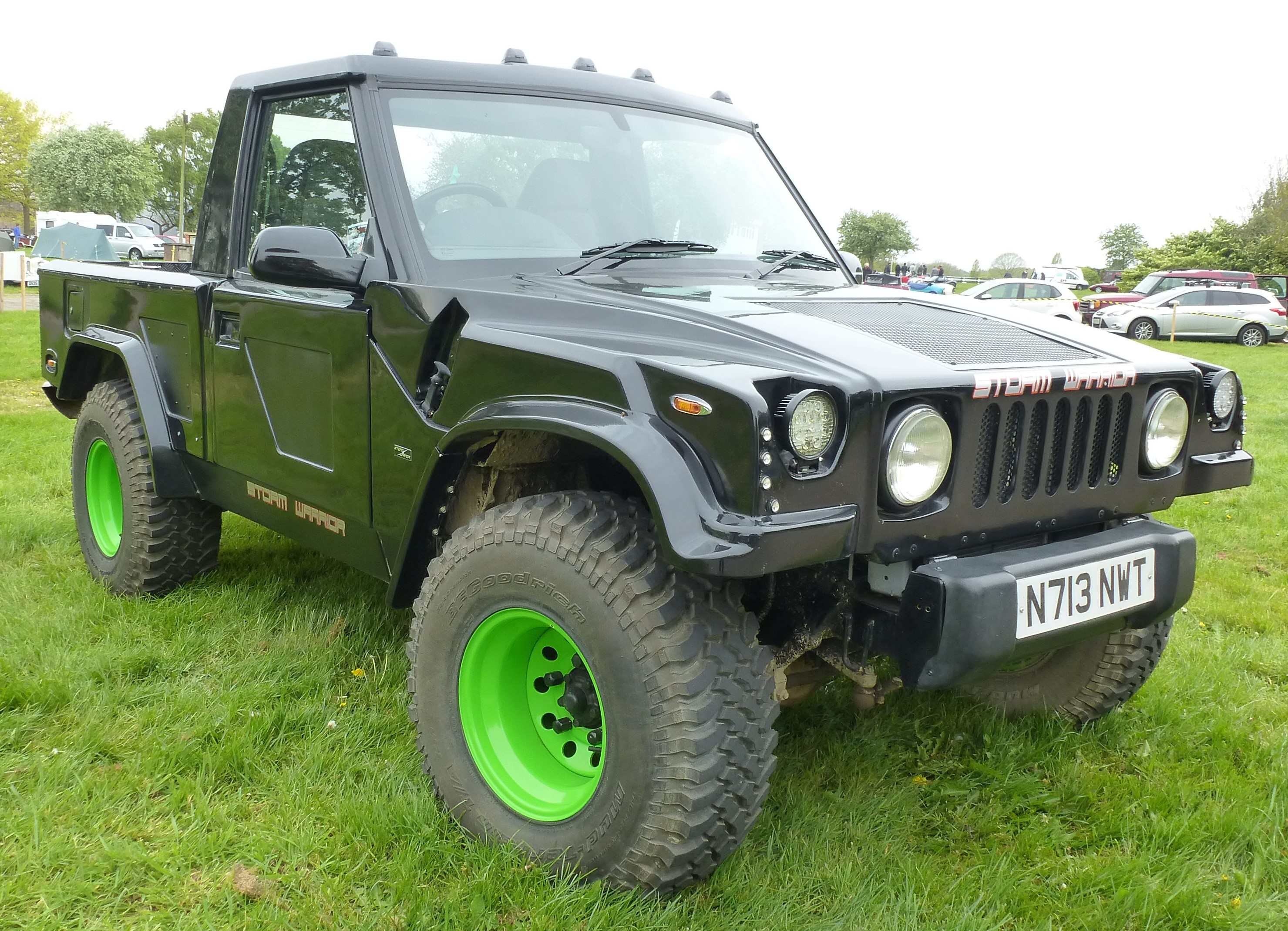
Storm Warrior

Action Automotive ist ein britischer Hersteller von Automobilen.

## Unternehmensgeschichte
Der Stuntman Lex Milloy gründete 2003 das Unternehmen im Londoner Stadtteil Hampton. Er begann mit der Produktion von Automobilen und Kits. Der Markenname lautet Storm Warrior. Insgesamt entstanden bisher etwa zehn Exemplare.

## Fahrzeuge
Das erste namenlose Modell sowie der 2 Thunderwagon sind Nachbildungen des Hummer H 1 von Hummer. Die Basis stellt wahlweise ein Land Rover Discovery oder ein Range Rover Classic dar. Die originalen Motoren treiben die Fahrzeuge an.